# Masia de Puigventós
La Masia de Puigventós és una masia situada al municipi d'Olesa de Montserrat, al nord de la població homònima, a la comarca del Baix Llobregat, a la falda del cim de Puigventós.

## Història
S'han trobat restes que situen el mas cap al 1386 i que s'anomenava 'Coll d'Oriol (la masia es troba molt propera al coll d'Oriol. L'any 1550 la família Puigventós va comprar la propietat. La construcció estava feta de pedra i disposava de dues plantes: el magatzem i l'estable se situaven al baixos, mentre que la residència s'establia al primer pis.
L'estructura de la masia anava variant i s'anaven afegint noves dependències. Al segle xviii es va realitzar una important remodelació de la casa, s'hi afegiren els corrals i es reconstruí una nova masia sobre les restes de l'anterior. Per tal de protegir-se contra els atacs dels bandolers, la masia estava tancada amb una paret que l'envoltava, anomenada “barri”. L'aïllament que suportaven les masies olesanes propicià la seva autosuficiència. El pa, el vi i l'oli eren alguns del productes que s'obtenien sense sortir de la finca. Conreaven tant cultius de secà com de regadiu, es feia el carbó i es molia el blat en un molí de tracció animal del qual es poden observar les restes de les parets.
A finals del segle xix i començament del xx el mas va ser venut a Bonaventura Valls, ja que la família Puigventós no va poder fer front als deutes acumulats. La propietat va passar a ser explotada per masovers. L'any 1950 la masia de Puigventós s'abandonà i finalment s'ensorrà a mitjans dels anys setanta. El 14 de juliol de 2005 es va aprovar l'ordre amb la que la finca de Puigventós es declarava com a refugi de fauna salvatge, amb la finalitat de protegir les comunitats animals en el manteniment estricte dels equilibris biològics existents. La finca Puigventós està ubicada dins el PEIN Montserrat.

## Pou
El pou de la masia de Puigventós es troba prop de l'antiga masia que porta el seu mateix nom i que està situada a cara sud de la muntanya homònima. Està excavat en roques permeables (gresos i calcàries) i arriba fins a la capa impermeable (sòcol pissarrenc), a no gaire profunditat. L'amo de la fàbrica tèxtil de Can Sedó, que està situada prop del riu Llobregat, enviava cada dia un dels seus obrers per anar a buscar-hi aigua. D'això en deien l'ofici d'aiguader, és a dir, la persona que ven, o en aquest cas, tragina aigua.

## Indrets d'interès de l'entorn de la masia
- Bassa de Puigventós
- Font de Puigventós
- Pou de Puigventós